# Omaheke
Omaheke est une des quatorze régions administratives de Namibie. Omaheke se situe à la frontière est de la Namibie. Le nom Omaheke est le mot en langue Herero pour Sandveld. Gobabis est la ville principale, reliée à la capitale de la Namibie, Windhoek, par voie ferrée et routes pavées. Cette infrastructure sert de principale ligne d'approvisionnement de la région.

## Caractéristiques
Une grande partie de la région est connue sous le nom de Sandveld. La partie nord-est de la région est désertique et le Kalahari est une destination touristique.
La quasi-totalité des Ovambanderus et des Gobabis-Ju/wa vivent dans cette région. De plus, c'est un riche espace culturel pour les Héreros, les Damara-Namas, les Tswanas, les Afrikaners et les Allemands, et une minorité de '!northerners.
Un évènement notable, le Festival de la Viande, réunit chaque année des visiteurs du monde entier.